# Joe Chrest
Joseph Chrest (St. Albans, Virginia Occidental; 15 de septiembre de 1965) es un académico y actor estadounidense. Ha tenido papeles en numerosas películas y programas de televisión, incluidos 21 Jump Street, 22 Jump Street, Oldboy, The Butler de Lee Daniels, The Perfect Date y como Ted Wheeler en Stranger Things.

## Vida y educación
Chrest nació y creció en St. Albans, Virginia Occidental, donde asistió a la escuela secundaria St. Albans. Obtuvo su título universitario en la Universidad Marshall. A finales de la década de 1980, obtuvo una maestría en interpretación de la Universidad Estatal de Luisiana en Baton Rouge, Luisiana.

## Carrera
Chrest también es profesor adjunto en la Escuela de Teatro de la Facultad de Música y Artes Dramáticas de la Universidad Estatal de Luisiana. Imparte una clase de actuación cinematográfica. Desde 1992, es miembro fundador del Swine Palace de LSU.

## Filmografía

### Cine
| Año  | Título                                | Personaje                               | Notas         |
| ---- | ------------------------------------- | --------------------------------------- | ------------- |
| 1993 | King of the Hill                      | Ben                                     |               |
| 1993 | The Pelican Brief                     | Hombre bailando en el bar               |               |
| 1995 | The Underneath                        | Sr. Rodman                              |               |
| 1997 | Clockwatchers                         | Detective                               |               |
| 1997 | Yukie                                 | Michael                                 |               |
| 1998 | Dangerous Proposition                 | Mark                                    |               |
| 1998 | Out of Sight                          | Andy                                    |               |
| 2000 | Erin Brockovich                       | Tom Robinson                            |               |
| 2000 | Lush                                  | Greg                                    |               |
| 2000 | Auggie Rose                           | Rhineback                               | Sin acreditar |
| 2002 | Full Frontal                          | Hombre de la tienda de sexo #1          |               |
| 2002 | The Ring                              | Doctor                                  |               |
| 2003 | Runaway Jury                          | Owens                                   |               |
| 2004 | The Aviator                           | Director de Fotografía de Hell's Angels |               |
| 2005 | The Skeleton Key                      | Paramedico                              |               |
| 2007 | Ocean's Thirteen                      | Gerente de Fender Roads                 |               |
| 2008 | The Secret Life of Bees               | Sr. Forrest                             |               |
| 2008 | Miracle at St. Anna                   | MP Doyle Ellis                          |               |
| 2008 | Who Do You Love?                      | Malcolm Chisholm                        |               |
| 2009 | I Love You Phillip Morris             | Padre de Steven                         |               |
| 2009 | Kink                                  | Ed                                      | Cortometraje  |
| 2009 | The Informant!                        | Cliente                                 |               |
| 2009 | The Blind Side                        | Clemson Coach                           |               |
| 2010 | Welcome to the Rileys                 | Jerry                                   |               |
| 2010 | Louis                                 | Tom Anderson                            |               |
| 2010 | Red                                   | Detective de residencia de ancianos     |               |
| 2010 | Secretariat                           | Locutor deportivo                       |               |
| 2010 | Knucklehead                           | Inspector de servicios infantiles       |               |
| 2011 | Drive Angry                           | P*to pasajero                           |               |
| 2011 | Battle Los Angeles                    | Sargento primero. Juan Roy              |               |
| 2011 | Mask Maker                            | Electricista                            |               |
| 2011 | That's What I Am                      | Sr. Clear                               |               |
| 2011 | Love, Wedding, Marriage               | John                                    |               |
| 2011 | Seeking Justice                       | Detective Rudeski                       |               |
| 2011 | Butter                                | Amante de mantequilla                   |               |
| 2011 | Texas Killing Fields                  | Salador                                 |               |
| 2011 | Jeff, Who Lives at Home               | Paul                                    |               |
| 2012 | 21 Jump Street                        | David Schmidt                           |               |
| 2012 | Battleship                            | Controlador JPL                         |               |
| 2012 | The Lucky One                         | Deputy Moore                            |               |
| 2012 | Killing Them Softly                   | Controlador JPL                         |               |
| 2012 | On the Road                           | Virginia Cop                            |               |
| 2012 | The Campaign                          | Audiencia de Rainbowland                |               |
| 2012 | The Baytown Outlaws                   | Agente de ATF                           |               |
| 2012 | Playing for Keeps                     | Referee                                 |               |
| 2013 | The Last Exorcism Part II             | Pastor                                  |               |
| 2013 | G.I. Joe: Retaliation                 | Jefe de personal                        |               |
| 2013 | The Hot Flashes                       | Padre de Millie                         |               |
| 2013 | Now You See Me                        | Agente de Elkhorn Janitor               |               |
| 2013 | The Butler                            | White Usher                             |               |
| 2013 | Oldboy                                | Johnny / Hombre esquizofrenico          |               |
| 2013 | Homefront                             | Agente #1 DEA                           |               |
| 2013 | King of Herrings                      | El profesor                             |               |
| 2014 | Barefoot                              | Trooper                                 |               |
| 2014 | 22 Jump Street                        | David Schmidt                           |               |
| 2014 | Black or White                        | Dave                                    |               |
| 2014 | American Heist                        | Captan Sullivan                         |               |
| 2015 | Focus                                 | Jeweler                                 | Sin acreditar |
| 2015 | Ant-Man                               | Frank                                   |               |
| 2015 | I Saw the Light                       | Oscar Davis                             |               |
| 2015 | The Hunger Games: Mockingjay – Part 2 | Mitchell                                |               |
| 2016 | Showing Roots                         | Fuzzy Canaday                           |               |
| 2016 | Cold Moon                             | Charles Darrish                         |               |
| 2016 | Free State of Jones                   | James Eakins                            |               |
| 2016 | LBJ                                   | McGeorge Bundy                          | Sin acreditar |
| 2016 | Deepwater Horizon                     | Sims                                    |               |
| 2016 | Like Son                              | Jeff Rugger                             |               |
| 2017 | Gifted                                | Kevin Larsen                            |               |
| 2018 | Assassination Nation                  | Lawrence                                |               |
| 2018 | The Front Runner                      | Ira Wyman                               |               |
| 2019 | The Dirt                              | David Lee                               |               |
| 2019 | The Perfect Date                      | Harvey Lieberman                        |               |
| 2019 | Average Guys                          | Tommy                                   |               |
| 2019 | Turducken                             | Bob Miller                              | Cortometraje  |
| 2020 | The Lovebirds                         | Red Robe Man                            |               |
| 2021 | The Cran                              | Isaac                                   |               |
| 2024 | Lisa Frankenstein                     | Dale Swallows                           |               |
| 2024 | Fly Me to the Moon                    | Senador Vanning                         |               |

### Televisión
| Año           | Título                            | Personaje           | Notas                                           |
| ------------- | --------------------------------- | ------------------- | ----------------------------------------------- |
| 1993          | Law & Order                       | Lt. Charles Bates   | Episodio: "Conduct Unbecoming"                  |
| 1993          | House of Secrets                  | Batist              | Película para televisión                        |
| 1994          | Family Matters                    | Officer Carmichael  | Episodio: "Good Cop, Bad Cop"                   |
| 1994          | Columbo                           | Mercer              | Episodio: "Undercover"                          |
| 1994          | Cries from the Heart              | Brandon Richards    | Película para televisión                        |
| 1995          | Sweet Justice                     | Dylan               | Episodio: "Bloodlines"                          |
| 1995          | Kingfish: A Story of Huey P. Long | Carl Weiss          | Película para televisión                        |
| 1995          | Fallen Angels                     | Dino                | Episodio: "The Professional Man"                |
| 1996          | The Lottery                       | Deputy Jeff Simmons | Película para televisión                        |
| 1996          | Nash Bridges                      | Kevin McMillan      | Episodio: "The Brothers McMillan"               |
| 1996          | Millennium                        | Raymond Dees        | Episodio: "5-2-2-6-6-6"                         |
| 1996          | Desert Breeze                     | Jack                | Película para televisión                        |
| 1997          | Promised Land                     | Gary McNeely        | Episodio: "Downsized"                           |
| 1998          | Chicago Hope                      | Judas               | Episodio: "Tantric Turkey"                      |
| 1999          | Snoops                            | Joel Hilburn        | Episodio: "Singer in the Band"                  |
| 1999          | Hefner: Unauthorized              | Ed Gunn             | Película para televisión                        |
| 2000          | Touched by an Angel               | Joe                 | Episodio: "Finger of God"                       |
| 2001          | Level 9                           | Derek Santos        | Episodio: "Wetware"                             |
| 2004          | CSI: Crime Scene Investigation    | Al Maguire          | Episodio: "Getting Off"                         |
| 2004          | Deadwood                          | Persimmon Phil      | Episodio: "Deep Water"                          |
| 2004          | Star Trek: Enterprise             | Bar Patron          | Episodio: "Home"                                |
| 2004          | 3: The Dale Earnhardt Story       | Jake Elder          | Película para televisión                        |
| 2004          | Nikki and Nora                    | Charlie             | Película para televisión                        |
| 2005          | Medium                            | Henry Yellen        | Episodio: "Coded"                               |
| 2005          | Faith of My Fathers               | Craner              | Película para televisión                        |
| 2005          | Surface                           | Rich's Friend       | Episodio: "Episode 5"                           |
| 2006          | Thief                             | Art Luster          | Episodio: "Everything That Rises Must Converge" |
| 2007          | K-Ville                           | Det. Ray McPherson  | Episodio: "Ride Along"                          |
| 2008          | Front of the Class                | Jim Ovbey           | Película para televisión                        |
| 2010          | House of Bones                    | Benjamin            | Película para televisión                        |
| 2010          | One Tree Hill                     | Investor            | Episodio: "We All Fall Down"                    |
| 2011          | Hound Dogs                        | Entrenador          | Película para televisión                        |
| 2012          | Breakout Kings                    | Detective Estes     | 2 episodios                                     |
| 2012          | Treme                             | James Townsend      | 2 episodios                                     |
| 2013          | Occult                            | Agent Colquitt      | Película para televisión                        |
| 2014          | Nashville                         | Ed Marshall         | Episodio: "I'll Keep Climbing"                  |
| 2014          | True Detective                    | Detective Demma     | 5 episodios                                     |
| 2016–presente | Stranger Things                   | Ted Wheeler         | Recurrente; 20 episodes                         |
| 2016          | Killing Reagan                    | Jerry Parr          | Película para televisión                        |
| 2017          | Sun Records                       | Vernon Presley      | 7 episodios                                     |
| 2018          | Mr. Mercedes                      | Detective           | 2 episodios                                     |
| 2018          | The Purge                         | Ross Bailes         | 3 episodios                                     |
| 2019          | Looking for Alaska                | Walter Halter       | 4 episodios                                     |
| 2020          | When the Street Lights Go On      | Mr. Chambers        | Posproducción                                   |